# Michelle Douglas
Michelle Douglas (* 17. Dezember 1985) ist eine schottische Badmintonspielerin. 

## Karriere
Michelle Douglas wurde 2005 schottische Vizemeisterin und ein Jahr später nationale Titelträgerin im Damendoppel. Bei den Norwegian International 2004 wurde sie Zweite, bei den Peru International 2005 Dritte. 2005 nahm sie auch an den Badminton-Weltmeisterschaften teil.

## Referenzen
- Michelle Douglas beim Badminton-Weltverband

| Personendaten    | Personendaten                  |
| ---------------- | ------------------------------ |
| NAME             | Douglas, Michelle              |
| KURZBESCHREIBUNG | schottische Badmintonspielerin |
| GEBURTSDATUM     | 17. Dezember 1985              |